# Несе Малифа
Несе Малифа (енгл. Nese Malifa; 10. септембар 1985) професионални је амерички рагбиста и репрезентативац. Играо је као малолетан рагби и на Новом Зеланду, у Окленду. Озбиљно се посветио рагбију са 17 година. Играо је за Белмонт шор РФК све до 2010. и преласка у Глендејл репторсе. Играо је на 2 утакмице на светском првенству 2007. и на 3 утакмице на светском првенству 2011. Играо је и за рагби 7 репрезентацију САД. Рекордних 12 поена у једној утакмици, постигао је против Русије у Черчил купу. Његов отац и тројица браће су такође рагбисти.